# Ein Planet, genannt Erde
Ein Planet, genannt Erde (Originaltitel: Assignment: Earth) ist die 26. Episode der zweiten Staffel der Science-Fiction-Fernsehserie Raumschiff Enterprise. Sie wurde in englischer Sprache erstmals am 29. März 1968 bei NBC ausgestrahlt. In Deutschland war sie zum ersten Mal am 2. September 1972 in einer synchronisierten Fassung im ZDF zu sehen. Aufgrund der unklaren Zukunft der Serie war die Folge als Backdoor-Pilot für ein mögliches Spin-off gedacht.

## Handlung
Die Enterprise reist zurück ins Jahr 1968, um eine kritische Phase in der Geschichte der Erde zu erforschen. Unerwartet fängt das Schiff einen fremden Transporterstrahl ab, der von einem über 1000 Lichtjahre entfernten Planeten auf die Erde gerichtet ist. Im Transporterraum erscheint ein Mann mit einer Katze. Für beide Seiten kommt dieses Zusammentreffen völlig unerwartet. Der Mann, der sich als Gary Seven vorstellt, muss erkennen, dass er auf einem Raumschiff aus der Zukunft gelandet ist. James T. Kirk, der Captain der Enterprise, stellt fest, dass sein Gast zwar ein Mensch ist, aber nicht von der Erde stammt, sondern von einer bislang unbekannten Zivilisation hierher geschickt wurde. Seven erklärt, er habe eine wichtige Mission und müsse umgehend auf die Erde. Da er aber keine Details nennen will, lässt Kirk ihn vorläufig in Gewahrsam nehmen, um keine leichtfertige Änderung der Geschichte zu riskieren.
In einer Besprechung der Führungsoffiziere erklärt der erste Offizier Spock, dass in Kürze mehrere wichtige Ereignisse passieren werden, darunter der Start eine orbitalen nuklearen Waffenplattform durch die Vereinigten Staaten. Während der Besprechung gelingt es Seven, aus seiner Zelle auszubrechen und auf die Erde zu beamen. Dort landet er in New York City in einer als Tresor getarnten Transporterkammer in einem Büro. Er aktiviert einen hinter einem Bücherregal versteckten hochentwickelten Computer und befragt ihn nach dem Auftrag und dem Aufenthaltsort zweier vermisster Agenten. Er erfährt, dass ihr Auftrag lautet, ein gefährliches Wettrüsten zu unterbinden, indem sie den Start einer amerikanischen nuklearen Waffenplattform verhindern, der als Reaktion auf den Start einer ebensolchen Plattform durch eine andere Großmacht erfolgen soll. Leider sind die beiden Agenten unauffindbar, weshalb Gary Seven nun ihren Auftrag übernehmen muss. Der Computer stattet ihn mit den nötigen Materialien aus, da hört Seven die Stimme einer jungen Frau im Vorzimmer. Er hält sie zunächst für eine der Vermissten, doch es stellt sich schnell heraus, dass es sich um die nichtsahnende Sekretärin Roberta Lincoln handelt, die glaubt, dass ihre Chefs an einer Enzyklopädie arbeiten. Seven kann ihr weismachen, er sei ein CIA-Agent und sie könne ihm helfen, ihrem Land einen Dienst zu erweisen. Durch eine weitere Befragung des Computers erfährt Seven, dass die vermissten Agenten bei einem Verkehrsunfall getötet wurden.
Unterdessen hat die Enterprise seinen Aufenthaltsort ausfindig gemacht. Kirk und Spock suchen in zeitgenössischer Bekleidung sein Büro auf. Lincoln versucht sie abzuwimmeln, was Seven Zeit verschafft, um unbemerkt in seiner Transporterkammer das Gebäude zu verlassen. Kirk und Spock finden eine Karte der McKinley-Raketenbasis und kennen nun Sevens Ziel. Lincoln kann die Polizei rufen und kurz darauf treffen zwei Beamte ein. Chefingenieur Scott beamt die vier Männer auf die Enterprise, schickt die beiden völlig verdutzten Polizisten aber sofort wieder zurück.
Seven materialisiert nahe der McKinley-Raketenbasis und verschafft sich Zugang zur Rakete, die in Kürze die Waffenplattform ins All bringen soll. Kirk und Spock folgen ihm, doch sie werden gefangen genommen und zu einem Verhör in den Kontrollraum gebracht. Scott hat inzwischen Sevens exakten Aufenthaltsort auf dem weitläufigen Basisgelände ausfindig gemacht und versucht, ihn auf die Enterprise zu beamen. Gleichzeitig findet aber Roberta Lincoln Sevens geheime Transporterkammer und aktiviert versehentlich einen Mechanismus, der ihn zurück ins Büro holt. Er dankt ihr, dass sie seine Entführung durch die Enterprise verhindert hat. Seine Manipulationen an der Rakete waren ausreichend, um den Rest seines Plans mit dem Computer durchzuführen. Er will die Rakete in großer Höhe explodieren lassen, doch Lincoln glaubt nach allem, was sie gesehen hat, nicht mehr, dass er für die CIA arbeitet. Sie unterbricht seine Arbeit, indem sie ihn niederschlägt und droht, ihn mit seinem eigenen Allzweckwerkzeug, dem „Servo“, zu erschießen. Seven bedrängt sie, ihn weiterarbeiten zu lassen, sonst würde der nukleare Sprengkopf abstürzen und es würde ein Dritter Weltkrieg ausgelöst.
Das Personal auf der McKinley-Basis ist jetzt ganz mit der Fehlfunktion der Rakete beschäftigt. Kirk und Spock nutzen dies, um sich ihre konfiszierte Ausrüstung wiederzuholen und sich von Scott in Sevens Büro beamen zu lassen. Der weiht Lincoln nun in seine wahre Herkunft ein: Er gehört zu einer Gruppe von Menschen, deren Vorfahren vor 6000 Jahren von einer hochentwickelten Zivilisation auf einen anderen Planeten gebracht wurden und die nun von Zeit zu Zeit zurückgeschickt werden, um der Menschheit zu helfen. Lincoln fasst Vertrauen zu ihm und will ihn seine Arbeit wieder aufnehmen lassen, doch in diesem Moment tauchen Kirk und Spock auf. Sie sind immer noch nicht sicher, ob Seven den Dritten Weltkrieg verhindern oder auslösen will. Als Lincoln Kirk mit dem Servo bedroht, entreißt Seven ihn ihr und übergibt ihn als Zeichen des guten Willens an Kirk. Der lässt ihn schließlich an seinen Computer und Seven kann die Rakete in einer Höhe von 104 Meilen explodieren lassen.
Spock stellt fest, dass die Anwesenheit der Enterprise letztlich für den korrekten Ablauf der Geschichte gesorgt hat, denn die Explosion der Rakete stimmt in allen Details mit den historischen Aufzeichnungen überein. Lincoln nimmt für einen kurzen Moment erstaunt zur Kenntnis, dass Sevens Katze Isis menschliche Form annehmen kann. Seven zeigt Interesse für die historischen Aufzeichnungen der Enterprise, doch Kirk und Spock müssen sie ihm leider vorenthalten. Sie sagen Seven und Lincoln eine ereignisreiche Zukunft voraus; dann trennen sich ihre Wege.

## Besonderheiten

### Verbindungen zu anderen Star-Trek-Produktionen
In der zweiten Staffel der Serie Star Trek: Picard von 2022 wird die Hintergrundgeschichte von Gary Seven wieder aufgegriffen und erweitert. Demnach gehört er einer Gruppierung an, die sich selbst als „Aufseher“ bezeichnet. Im Auftrag der „Reisenden“, die in Folge 1.06 (Der Reisende) von Raumschiff Enterprise – Das nächste Jahrhundert aus dem Jahr 1987 eingeführt wurden, sorgen die Aufseher für den korrekten Ablauf der Zeitlinie. Die romulanische Aufseherin Tallinn ist eine der Hauptfiguren der zweiten Staffel von Star Trek: Picard. Die von ihr verwendeten technischen Gerätschaften ähneln sehr stark denen von Gary Seven. Eine weitere Hauptfigur, Kore Soong, tritt am Ende der Staffel den Aufsehern bei. Auch in der zweiten Staffel der animierten Serie Star Trek: Prodigy aus dem Jahr 2024 werden die Reisenden und die Aufseher wieder aufgegriffen.

### Besonderheiten der deutschen Synchronfassung
Gary Seven wird in der deutschen Synchronfassung „Felix Sevenrock“ genannt.

### Sonstiges
Gary Seven verwendet ein als „Servo“ bezeichnetes Allzweckwerkzeug, das optisch und funktionell stark an den Schallschraubenzieher (Sonic screwdriver) aus der britischen Science-Fiction-Serie Doctor Who erinnert. Letzterer wurde in der sechsteiligen Geschichte Fury from the Deep eingeführt, die etwa zeitgleich zu Ein Planet, genannt Erde produziert wurde.

## Produktion

### Drehbuch
Gene Roddenberry hatte bereits im April 1965 die Idee zu einer Serie mit 30-minütigen Folgen, die sich um Gary Seven, Roberta Lincoln und Isis drehen sollte. Im November 1966 erarbeitete er daraus einen Drehbuchentwurf. Während die zweite Staffel von Raumschiff Enterprise produziert wurde, blieb lange unklar, ob die Serie danach abgesetzt wird oder ob eine dritte Staffel folgen würde. Roddenberry griff deshalb seine Gary-Seven-Geschichte wieder auf und integrierte sie zusammen mit Art Wallace zwischen Oktober 1967 und Januar 1968 in ein Drehbuch für eine Raumschiff-Enterprise-Folge. Im Fall einer Absetzung von Raumschiff Enterprise sollte so die Möglichkeit für eine Nachfolgeserie geschaffen werden.

### Darsteller
Robert Lansing, Darsteller von Gary Seven, ist der einzige Gastdarsteller der Serie Raumschiff Enterprise, dessen Name direkt nach dem Vorspann und nicht erst im Abspann genannt wird.
Bruce Mars, Darsteller eines Polizisten, spielte auch Finnegan in der Folge Landeurlaub.
Paul Baxley übernahm in mehreren Folgen von Raumschiff Enterprise kleinere Neben- und Statistenrollen. In Ein Planet, genannt Erde hat er seinen zweiten von drei Auftritten als Enterprise-Besatzungsmitglied Lieutenant Freeman.
Barbara Babcock, die hier dem Beta-5-Computer und der Katze Isis ihre Stimme lieh, erhielt dafür keine Erwähnung in den Credits der Folge.
Wer in dieser Folge Isis in menschlicher Form gespielt hatte, war lange Zeit unklar, da die Darstellerin nicht in den Credits genannt wurde. Mehrfach wurde irrtümlich Victoria Vetri als Darstellerin vermutet, was diese aber stets verneinte. Erst 2019 machte der Podcast The Trek Files eine Tagesdisposition ausfindig, aus der hervorgeht, dass Isis von der Schauspielerin, Tänzerin und Schlangenfrau April Tatro gespielt wurde. Moderator Larry Nemecek führte daraufhin ein Interview mit ihr.

### Drehorte und Kulissen
Die Folge wurde vollständig in den Paramount Studios gedreht. Der Establishing Shot von Manhattan wurde aus der Serie Solo für O.N.C.E.L. wiederverwendet. Für die Außenaufnahmen von Gary Sevens Büro wurde das Marlene Dietrich Building auf dem Gelände der Paramount Studios genutzt. Für die fiktive McKinley-Raketenbasis wurden Archivaufnahmen der NASA vom Kennedy Space Center mit Aufnahmen von Paramount-Studiogebäuden kombiniert.

### Requisiten
Für den Beta-5-Computer wurden Teile von Computer M5 aus der gleichnamigen Folge wiederverwendet.

## Adaptionen
James Blish schrieb eine Textfassung von Ein Planet, genannt Erde, die auf Englisch erstmals 1969 in der Geschichtensammlung Star Trek 3 erschien. Die deutsche Übersetzung erschien 1972.
Gary Seven, Roberta Lincoln und Isis wurden in mehreren nicht-kanonischen Werken wieder aufgegriffen:
In Greg Cox’ Roman Assignment: Eternity von 1998 treffen sie erneut auf die Enterprise. Eine deutsche Übersetzung liegt nicht vor.
Der Roman The Rise and Fall of Khan Noonien Singh, Volume 1 von Greg Cox aus dem Jahr 2001 verknüpft die Figuren erneut mit der Enterprise-Besatzung sowie mit Khan Noonien Singh und den Eugenischen Kriegen. Die deutsche Übersetzung erschien 2014.
2008 erschien eine fünfteilige Comic-Reihe namens Star Trek: Assignment: Earth von John Byrne, die weitere Abenteuer von Gary Seven, Roberta Lincoln und Isis erzählt. Eine deutsche Übersetzung liegt nicht vor.

## Rezeption
Donald R. Rode wurde 1969 für seine Arbeit an Ein Planet, genannt Erde für einen Emmy in der Kategorie Beste Leistung in Film- und Tonschnitt nominiert.
Die Bewertungen von Kritikern fallen bei dieser Folge sehr unterschiedlich aus. Während einige sie als eine eher gute Folge ansehen, betrachten andere sie als eine der schlechtesten Folgen der Serie.
Charlie Jane Anders führte Ein Planet, genannt Erde 2014 auf gizmodo.com in einer Liste der 100 besten bis dahin ausgestrahlten Star-Trek-Folgen auf Platz 63.
David Morgan führte Ein Planet, genannt Erde 2016 auf cbsnews.com als eine der schlechtesten Folgen von Raumschiff Enterprise auf.
Don Kaye erstellte 2017 für die Website Den of Geek eine Liste von 15 Raumschiff-Enterprise-Folgen, die zwar allgemein als schlecht gelten, aber dennoch einen gewissen Charme besitzen. Ein Planet, genannt Erde führte er hierbei auf Platz 13.
Christian Blauvelt listete Ein Planet, genannt Erde 2022 auf hollywood.com in einem Ranking aller 79 Raumschiff-Enterprise-Folgen auf Platz 24.

## Parodien und Anspielungen
Die Band Five Year Mission veröffentlichte auf ihrem 2018 erschienenen Album Year Four ein Lied namens Assignment: Earth.